# 렌티

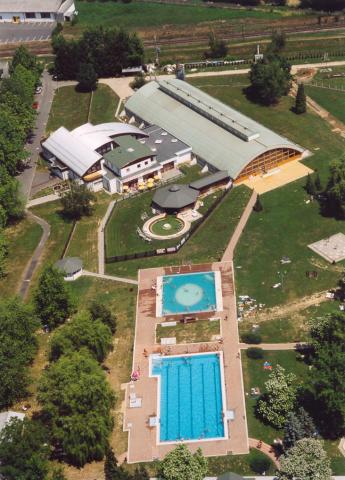
렌티

렌티(헝가리어: Lenti, 슬로베니아어: Lentiba 렌티바)는 헝가리 절러 주에 위치한 도시로 면적은 73.80km2, 인구는 8,541명(2001년 기준), 인구 밀도는 115.73명/km2이다. 오스트리아, 슬로베니아, 크로아티아 국경과 가까운 지점에 위치한다.

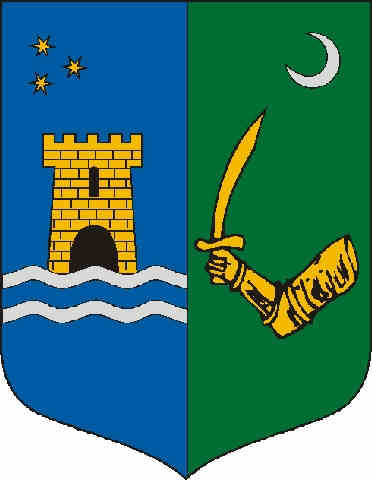
시 문장